# 1860 Barbarossa
1860 Barbarossa è un asteroide della fascia principale. Scoperto nel 1973, presenta un'orbita caratterizzata da un semiasse maggiore pari a 2,5680391 UA e da un'eccentricità di 0,2014767, inclinata di 9,92724° rispetto all'eclittica.
L'asteroide è dedicato al professore di matematica preferito dello scopritore, Dr. Jakob Stauber (1880–1952), il cui soprannome era "Barba" riferito all'imperatore Federico Barbarossa.